# Pavel Aleksandrovich Molchanov
Pavel Aleksandrovich Molchanov (tiếng Nga: Павел Александрович Молчанов) (sinh ngày 18 tháng 2 (6 tháng 2 cũ) năm 1893 tại Volosovo, Đế quốc Nga — mất ngày tháng 10 năm 1941, tại Leningrad, Liên Xô) là nhà khí tượng học Nga, người đã sáng chế và phóng máy thăm dò vô tuyến đầu tiên.

## Cuộc đời và Sự nghiệp
Ông tốt nghiệp ở Đại học Sankt-Peterburg năm 1914, và làm việc ở Đài quan sát Địa Vật lý tại Pavlovsk từ năm 1917 tới năm 1939, sau đó ông làm việc ở Viện khí tượng của Đội hàng không dân dụng tại Leningrad.
Ông nghiên cứu các khả năng có thể áp dụng các dữ liệu khí hậu không trung vào dự báo thời tiết. Molchanov làm các máy ghi khí tượng đặt trên các máy dò cùng khí cầu hoặc máy bay, và cải tiến kỹ thuật quan sát của phi công. Ông sáng chế máy thăm dò vô tuyến (radiosonde), được phóng lên không gian lần đầu vào ngày 30.1.1930. Máy thăm dò vô tuyến này được đặt tên là "271120", được phóng lúc 13:44 giờ Moskva tại Pavlovsk, Liên Xô từ Đài quan sát Địa Vật lý, và đo nhiệt độ ở độ cao 7,8 km (-40.7 °C).
32 phút sau máy thăm dò này gửi tín hiệu khí hậu không trung đầu tiên về Cơ quan thời tiết Leningrad và Viện dự báo thời tiết trung ương Moskva.
Tháng 7 năm 1931, các nhà khoa học Đức phụ trách điều khiển chương trình Năm địa cực quốc tế (International Polar Year) đã mời ông tham gia một đoàn thám hiểm Bắc Cực trên khí cầu LZ 127 Graf Zeppelin và phóng các máy thăm dò vô tuyến của ông tại các vĩ độ Bắc Cực. Mười hai máy thăm dò vô tuyến được chuẩn bị cho mục đích này tại Đài quan sát Địa Vật lý Pavlovsk dưới sự lãnh đạo của Molchanov và được phóng lên thành công, dẫn tới các quan sát khí hậu không trung đầu tiên ở Bắc Cực Molchanov cũng tham gia vào các chuyến bay khí cầu lên tầng bình lưu đầu tiên của Liên Xô (1933-34).
Từ năm 1935 việc sản xuất hàng loạt máy thăm dò vô tuyến được bắt đầu ở Leningrad. Việc chế tạo máy thăm dò vô tuyến của Molchanov rất hoàn hảo về kỹ thuật - nên được sử dụng tới năm 1958 mà không có sự thay đổi đáng kể nào – đã cung cấp các việc đo lường thời tiết chính xác, đầy đủ, ổn định và đều đặn.
Molchanov từ trần trong Chiến tranh Xô-Đức. Tàu nghiên cứu Hải dương học Xô Viết Professor Molchanov, vận hành từ năm 1983, được đặt theo tên ông.